# Zschadraß
Zschadraß – miejscowość-dzielnica miasta Colditz w Niemczech, położona na terenie kraju związkowego Saksonia, w okręgu administracyjnym Lipsk, w powiecie Lipsk.
Do 31 grudnia 2010 Zschadraß był gminą.